# Saison 1 d'Adventure Time
Chronologie
Saison 2
La première saison de la série d'animation américaine Adventure Time, créée par Pendleton Ward, est originellement diffusée sur la chaîne de télévision Cartoon Network aux États-Unis. La série se base sur un court-métrage d'animation produit pour l'émission Random! Cartoons produite par Frederator Studios. À la suite du succès des extraits épisodiques sur Internet, Cartoon Network décide de créer une série, dont l'extrait du premier épisode de la saison démarre le 11 mars 2010, officiellement diffusée le 5 avril 2010. La série suit les aventures de Finn, un jeune garçon humain, et de son meilleur ami Jake, un chien anthropomorphe aux pouvoirs magiques capable de changer l'apparence de son corps comme il le désire, vivant tous les deux sur l'île post-apocalyptique de Ooo. Sur leur chemin, ils interagissent avec d'autres personnages principaux incluant princesse Chewing-Gum, le roi des Glaces, et Marceline, la reine des vampires.
Le premier épisode de la saison, intitulé Une soirée mortelle !, a été initialement regardé par 2,5 millions de téléspectateurs nord-américains, marquant une audience bien plus élevée de la chaîne Cartoon Network comparée à l'année précédente. La saison s'est achevé avec l'épisode intitulé Le tord-boyaux le 10 septembre 2010. Peu après sa diffusion initiale, la série est positivement accueillie par la majorité des critiques, et se forge un groupe de fans. En 2010, l'épisode d’Adventure Time intitulé Les deux personnes que je préfère a été nommé aux Primetime Emmy Awards dans la catégorie « Meilleure série d'animation », mais n'a cependant pas été récompensé.
De nombreux coffrets DVD contenant les épisodes de la première saisons sont commercialisés peu de temps après la fin de leur diffusion télévisée. Le 10 juillet 2012, la saison complète est commercialisée dans les marchés nord-américains en DVD format zone 1 ; une édition blu-ray est commercialisée le 4 juillet 2013. La réalisation et le storyboard ont été effectués par Adam Muto, Elizabeth Ito, Pendleton Ward, Sean Jimenez, Patrick McHale, Luther McLaurin, Armen Mirzaian, Kent Osborne, Pete Browngardt, Niki Yang, Armen Mirzaian, J. G. Quintel, Cole Sanchez, Tom Herpich, Bert Youn, et Ako Castuera, puis produit par Cartoon Network Studios et Frederator Studios. La série est classée TV-PG.

## Développement

### Concept et création
La saison suit les aventures de Finn, un jeune garçon humain, et de son meilleur ami Jake, un chien anthropomorphe aux pouvoirs magiques capable de changer l'apparence de son corps comme il le désire, vivant tous les deux sur l'île post-apocalyptique de Ooo. Sur leur chemin, ils interagissent avec d'autres personnages principaux incluant princesse Chewing-Gum, le roi des Glaces, et Marceline, la reine des vampires,. Le scénario principal se centre sur Finn et Jake faisant la rencontre de créatures étranges, leur devoir de sauver les princesses du roi des Glaces, et de combattre des monstres pour aider les autres. De nombreux épisodes se focalisent également sur l'attirance de Finn envers la princesse Chewing-Gum.
Selon le créateur de la série, Pendleton Ward, le style de la série est influencée par le storyboard de la série d'animation Les merveilleuses mésaventures de Flapjack sur lequel il travaillait lorsqu'il était aux California Institute of the Arts. Il tente de créer des « bons moments » comme ceux représentés dans le film japonais Mon voisin Totoro de Hayao Miyazaki, et un peu d'humour subversif, inspiré par Les Simpson et Pee-wee's Playhouse. Ward décrit la série, selon ses termes, comme « une comédie sombre [...] J'adore les comédies sombres car ce sont mes préférées – être heureux et avoir peur en même temps. C'est ce que j'adore ressentir – quand je suis au plus bas mais que je suis heureux, ce type de conflit émotionnel. Et il y en a beaucoup dans la série, je pense. » Le producteur exécutif Fred Seibert compare le style d'animation à celui de Félix le chat et de nombreux cartoons de Max Fleischer, mais que son monde est similaire à celui des Donjons et Dragons et des jeux vidéo. Ward donne à l'univers de la série une certaine logique physique plutôt qu'un « slapstick cartoonesque » ; même si la magie est présente dans le scénario, les scénaristes tentent de créer une cohérence dans la manière d'agir des personnages,.
La série se basant dans un univers post-apocalyptique, selon Ward, l'île de Ooo est à la base une île « magique ». À la suite de la diffusion de l'épisode Au travail !, dans lequel un iceberg contenant des cadavres d'hommes d'affaires flottait à la surface d'un lac, la série est soudainement devenue post-apocalyptique, et Ward note que l'équipe de production s'y était fait. Ward décrit l'univers de la série comme « doux à l'extérieur, mais sombre à l'intérieur. »

### Production
La série débute initialement en tant que court-métrage d'animation d'une durée de sept minutes. Elle est pour la première fois diffusée en janvier 2007, puis une seconde fois dans l'émission Random! Cartoons le 7 décembre 2008. Après sa diffusion, le court-métrage devient une vidéo virale sur Internet. Frederator Studios propose la création d'une série intitulée Adventure Time pour la chaîne Nicktoons, mais est refusée à deux reprises. Le studio propose alors le projet à la société Cartoon Network, cette dernière expliquant qu'elle accepterait à condition que Ward prouve que le court-métrage initial puisse être réalisée en continuité avec les mêmes éléments scénaristiques. Ward, avec l'aide de Pat McHale et Adam Muto, réalisent un storyboard représentant Finn et une princesse Chewing-Gum, « littéralement », vivant un amour passionnel, mais la chaîne n'accepte pas de scénario et en demande un nouveau. Ward ressort un ancien storyboard de l'épisode Le grimoire qui tentait d'imiter le style du court-métrage initial. Cartoon Network approuve pour une première saison en septembre 2008, et Le grimoire devient le premier épisode à entrer en production,,,.
Bien que de nombreuses séries d'animation soient basées sur les idées scénaristiques des producteurs exécutifs, Cartoon Network autorise la création d'une « équipe indépendante » pour Adventure Time ainsi qu'une communication par l'usage de storyboards et des éléments d'animation. En plus des 26 épisodes créés durant la première saison, de nombreux autres ont été proposés mais non créés ; ce sont des épisodes originellement intitulés Brothers in Insomnia, The Glorriors, Helmet of Thorogon, et Jakesuit,,. Des éléments de l'épisode Jakesuit aurait été utilisé dans l'épisode de la seconde saison intitulé Le roi muet, ainsi qu'un épisode qui porterait le même nom dans la cinquième saison,. Les storyboards pour les épisodes The Glorriors et Brothers in Insomnia, ainsi que des éléments de l'épisode Helmet of Thorogon, ont été mis à disposition des internautes sur la page officielle Scribd de Fred Seibert,,. Néanmoins, l'épisode Qu'est-ce que tu as fait ? est choisi par la production comme le 27e épisode, bien qu'il n'y ait que 26 épisodes au total dans la saison. C'est dû au fait que le sixième épisode initial a été abandonné et que l'épisode Qu'est-ce que tu as fait ? l'a remplacé, mais avec un différent code de production. De ce fait, certaines sources comme Futon Critic, lui ont attribué le code 692-006, tandis que le numéro 692-027 lui a été attribué chez Frederator,.
Une fois le scénario choisi par les scénaristes, les idées sont compilées en une page « deux en trois » contenant les éléments scénaristiques importants. Les épisodes passent dès lors au storyboard. Le design et la coloration des épisodes sont effectués à Burbank, en Californie. L'animation est effectuée outre-mer en Corée, selon l'ancien designer et storyboarder Andy Ristaino. La rédaction et le storyboard de la saison sont effectués par Muto, Elizabeth Ito, Ward, Sean Jimenez, McHale, Luther McLaurin, Armen Mirzaian, Kent Osborne, Pete Browngardt, Niki Yang, Cole Sanchez, Tom Herpich, Bert Youn, Ako Castuera, et J. G. Quintel. Quintel et Ward avaient auparavant travaillé sur la série d'animation Les merveilleuses mésaventures de Flapjack. La série a été produite chez Cartoon Network Studios et Frederator Studios puis classifiée TV-PG.

## Doublage
|                                                                                                   |  |  |
| La série se constitue des voix de John DiMaggio (à gauche) et Tom Kenny (à droite), entre autres. |  |  |

Dans la version originale, la série se constitue des voix de John DiMaggio (doublant Jake le chien), Tom Kenny (doublant le roi des Glaces), et Hynden Walch (doublant la princesse Chewing-Gum). De plus, Jeremy Shada (en) double la voix de Finn l'humain, et Olivia Olson celle de Marceline, la reine vampire. Ward lui-même double certains personnages en caméo, ainsi que la princesse Lumpy Space. L'ancienne storyboarder Niki Yang double la console de jeux vidéo BMO, et la petite amie de Jake, Miss Rainicorn. Polly Lou Livingston, une amie de la mère de Pendleton, Bettie Ward, double l'éléphanteau Tree Trunks,. L'équipe de doublage d'Adventure Time double en groupe, plutôt qu'en deux équipes distinctes, pour y intégrer plus de naturel lors du doublage.
La série utilise également et occasionnellement les voix de personnalités. Par exemple, dans l'épisode Le grimoire, John Moschitta, Jr. (en), Mark Hamill, et Fred Tatasciore doulbne tune variété de personnages. Dans l'épisode Ricardio, homme de cœur, l'acteur George Takei double l'antagoniste éponyme. L'épisode Au travail ! présente Brian Posehn doublant l'un des hommes d'affaires. Erik Estrada double le roi des Verres dans l'épisode Délogés. Dans l'épisode Le bébé qui avait fait boum boum…, Matt L. Jones double la montagne parlante. Andy Milonakis double le robot lanceur de tartes NEPTR dans l'épisode Donner la vie. Hamill refait son apparition dans l'épisode Un océan terrifiant, en plus de Clancy Brown. Kerri Kenney-Silver double l'épouse du roi des Glaces dans l'épisode Les noces de glace. Michael Dorn double Gork dans l'épisode La cité des monstres. Brown double de nouveau dans l'épisode Le donjon. Kevin Michael Richardson dans le personnage de Donny, dans l'épisode homonyme. Pour finir, Lou Ferrigno double Billy dans l'épisode Son héros,. Les voix additionnelles sont effectués par Dee Bradley Baker et Maria Bamford (en).

## Épisodes
| # | Titre                          | Titre                             | Dialogues et storyboard                 | 1re diffusion | 1re diffusion |
| # | Original                       | Francophone                       | Dialogues et storyboard                 | États-Unis    | France        |
| --- | ------------------------------ | --------------------------------- | --------------------------------------- | ------------- | ------------- |
| 1a | Slumber Party Panic            | Une soirée mortelle               | Adam Muto Elizabeth Ito                 | 05/04/2010    | 29/08/2011    |
| Finn et la princesse Chewing Gum se livrent à des expériences bien étranges dans un cimetière. Mais au lieu de ressusciter des morts, ils créent une armée de bonbons zombies qui dévorent tout sur leur passage. Finn doit tout faire pour empêcher le peuple des bonbons de découvrir ce qui se passe.                                                                |                                |                                   |                                         |               |               |
| 1b | Trouble in Lumpy Space         | Morsures et boursouflures !       | Adam Muto Elizabeth Ito                 | 05/04/2010    | 29/08/2011    |
| La princesse LPS mordu accidentellement la pied de Jake alors il va transformer comme elle, la seule solution pour qui rendre sa peau est trouver l'antidote dans la planète de la princesse. |                                |                                   |                                         |               |               |
| 2a | Prisoners of Love              | Les prisonnières de l'amour       | Pendleton Ward Adam Muto                | 12/04/2010    | 30/08/2011    |
| Le roi des Glaces, désireux de prendre femme, capture toutes les princesses du royaume. Finn et Jake, décident de mettre un plan au point pour tromper la vigilance du roi et délivrer ces demoiselles en détresse. |                                |                                   |                                         |               |               |
| 2b | Tree Trunks                    | La trompe                         | Bert Youn Sean Jimenez                  | 12/04/2010    | 30/08/2011    |
| Finn, Jake et la Trompe décident de partir à l'aventure dans la grande forêt maléfique, à la recherche d'une pomme légendaire, la Pomme Cristalline. |                                |                                   |                                         |               |               |
| 3a | The Enchiridion!               | Le grimoire                       | Pendleton Ward Adam Muto Patrick McHale | 19/04/2010    | 31/08/2011    |
| La princesse Chewing Gum envoie Finn à la recherche du grimoire des héros que seuls les aventuriers vertueux au cœur pur peuvent trouver s'ils parviennent à surmonter de nombreuses épreuves. |                                |                                   |                                         |               |               |
| 3b | The Jiggler                    | Le culbuto                        | Luther McLaurin Armen Mirzaian          | 19/04/2010    | 31/08/2011    |
| Finn et Jake découvrent un petit jouet en pleine forêt, un culbuto qui semble apprécier la musique et la danse. Les aventuriers font la fête avec lui, mais le culbuto montre vite des signes de faiblesse. |                                |                                   |                                         |               |               |
| 4a | Ricardio the Heart Guy         | Ricardio, homme de cœur           | Bert Youn Sean Jimenez                  | 26/04/2010    | 01/09/2011    |
| Au château, un curieux personnage en forme de cœur jette son dévolu sur la princesse Chewing Gum. Jaloux et inquiet, Finn se méfie de ce Ricardio. Le roi des Glaces s'en mêle et l'affaire se complique, une fois de plus Finn et Jake doivent voler au secours de la princesse.                                                                                       |                                |                                   |                                         |               |               |
| 4b | Business Time                  | Au travail !                      | Luther McLaurin Armen Mirzaian          | 26/04/2010    | 01/09/2011    |
| Finn et Jake rencontrent un groupe d'hommes d'affaires en mal de travail qui les supplient de les employer. Ils partent à l'aventure pendant que nos héros passent leur journée devant des jeux vidéo. La collaboration se passe bien jusqu'au jour où ces hommes mystérieux font un peu trop de zèle et mettent des pauvres créatures en danger au lieu de les sauver. |                                |                                   |                                         |               |               |
| 5a | My Two Favorite People         | Les deux personnes que je préfère | Pendleton Ward Kent Osbourne            | 03/05/2010    | 02/09/2011    |
| Jake est tiraillé entre son amitié pour Finn et son amour pour Rainicorn. Étant donné que celle-ci parle coréen, la communication entre Finn et Miss Rainicorn est peu aisée et il est très difficile pour Jake de passer du temps avec ses deux amis à la fois. |                                |                                   |                                         |               |               |
| 5b | Memories of Boom Boom Mountain | Le bébé qui avait fait boum boum  | Bert Youn Sean Jimenez                  | 03/05/2010    | 02/09/2011    |
| Bébé, Finn en faisant « boum boum », se colle à une feuille à son derrière. Mais perdu en pleine forêt, il avait beau pleurer, personne ne voulait l'aider. Depuis ce jour, il décide de venir en aide à tous ceux qui en auraient besoin, même s'ils n'avaient que de tout petits problèmes.                                                                           |                                |                                   |                                         |               |               |
| 6a | Wizard                         | Les magiciens                     | Bert Youn Pete Browngardt Adam Muto     | 10/05/2010    | 03/09/2011    |
| Finn et Jake sont séduits par un étrange magicien qui leur propose de leur transmettre ses pouvoirs. Les aventuriers passent les épreuves avec succès et se réjouissent de leurs nouveaux savoirs jusqu'au jour où ils apprennent les véritables motivations du magicien.                                                                                               |                                |                                   |                                         |               |               |
| 6b | Evicted!                       | Délogés                           | Bert Youn Sean Jimenez                  | 17/05/2010    | 03/09/2011    |
| Finn et Jake se font déloger de leur maison par Marceline la reine des vampire. Ils vont devoir trouver une nouvelle maison. |                                |                                   |                                         |               |               |
| 7a | City of Thieves                | La cité des voleurs               | Bert Youn Sean Jimenez                  | 24/05/2010    | 04/09/2011    |
| Finn et Jake viennent en aide à Penny, une petite fille qui s'est fait voler son panier de fleurs par un habitant de la cité des voleurs. Elle est réalité, elle aussi, une voleuse. |                                |                                   |                                         |               |               |
| 7b | The Witch's Garden             | Le jardin de la sorcière          | Kent Osbourne Niki Yang Adam Muto       | 07/06/2010    | 04/09/2011    |
| Pour le punir d'avoir menti, Jake est ensorcelé par une sorcière, et ce premier perd alors tous ses pouvoirs magiques. |                                |                                   |                                         |               |               |
| 8a | What Is Life?                  | Donner la vie                     | Luther McLaurin Armen Mirzaian          | 14/06/2010    | 05/09/2011    |
| Finn et Jake adorent se faire des blagues. Mais quand Jake jette un sac de beurre fondu à la tête de Finn, celui-ci décide de se venger. Il crée donc Roblantacr afin de punir Jake. |                                |                                   |                                         |               |               |
| 8b | Ocean of Fear                  | Un océan terrifiant               | JG Quintel Cole Sanchez                 | 21/06/2010    | 05/09/2011    |
| Finn réalise avoir une peur panique de l'océan. Il demande alors à son ami Jake de l'aider à vaincre cette phobie, mais ce n'est pas gagné d'avance. |                                |                                   |                                         |               |               |
| 9a | When Wedding Bells Thaw        | Les noces de glace                | Kent Osbourne Niki Yang                 | 28/06/2010    | 06/09/2011    |
| Le roi des Glaces annonce une bonne nouvelle à Finn et Jake : il a enfin trouvé une femme qui a accepté de l'épouser. Il n'aura plus à kidnapper de princesse ni à user de subterfuges. Les deux héros sont contents pour lui et acceptent d'assister à la cérémonie. La fiancée lance un étrange signal de détresse à Finn.                                            |                                |                                   |                                         |               |               |
| 9b | Freak City                     | La cité des monstres              | Pendleton Ward Tom Herpich              | 26/07/2010    | 06/09/2011    |
| Finn rencontre un mendiant sur le bord de la route et lui offre un morceau de sucre. Le mendiant révèle alors qu'il est en fait un magicien, mais aux sombres pouvoirs. Il transforme Finn en un pied géant et le laisse à l'abandon. Sous un pont, Finn et Jake rencontrent d'autres monstres, eux aussi victimes d'un vilain tour du magicien.                        |                                |                                   |                                         |               |               |
| 10a | Henchman                       | Le larbin                         | Luther McLaurin Cole Sanchez            | 23/08/2010    | 07/09/2011    |
| Finn tombe entre les mains de Marceline qui lui jette un sort et fait de lui son nouveau larbin. Il l'embarque avec elle et son armée de squelettes et le contraint à faire le mal partout où il passe. Prêt à tout pour sauver son ami et le libérer de ce sort maléfique, Jake va devoir dompter ses peurs et affronter Marceline.                                    |                                |                                   |                                         |               |               |
| 10b | Dungeon                        | Le donjon                         | Elizabeth Ito Adam Muto                 | 12/07/2010    | 07/09/2011    |
| Malgré les avertissements de Jake, Finn part tout seul explorer un donjon souterrain rempli de créatures effrayantes. Le petit héros était loin de s'imaginer qu'autant d'aventures l'y attendaient et se demande comment il pourra un jour remonter à la surface. |                                |                                   |                                         |               |               |
| 11a | The Duke                       | Le duc de la noix                 | Elizabeth Ito Adam Muto                 | 19/07/2010    | 08/09/2011    |
| Finn transforme sans faire exprès la princesse Chewing-Gum en monstre chauve et vert, mais cette dernière est persuadée que le coupable est le duc de la Noix, qu'elle déteste par-dessus tout. |                                |                                   |                                         |               |               |
| 11b | Donny                          | Donny                             | Kent Osbourne Niki Yang Adam Muto       | 09/08/2010    | 08/09/2011    |
| Finn et Jake ont décidé d'aider Donny, un ogre d'herbe qui terrorise le village des Habit-Hommes, à être moins méchant. Ils ne se doutent pas que l'absence de l'ogre met en péril le village tout entier, à la merci d'une bande de loups-garous assoiffés de sang. |                                |                                   |                                         |               |               |
| 12a | Rainy Day Daydream             | Jake a une imagination débordante | Pendleton Ward                          | 06/09/2010    | 09/09/2011    |
| Finn et Jake sont contraints de rester à la maison à cause d'une pluie de dagues. Jake décide alors de se servir de son imagination pour les divertir mais il réalise bien vite que tout ce qu'il imagine devient vrai. Finn a alors pour mission d'arrêter la machine à imaginer de Jake.                                                                              |                                |                                   |                                         |               |               |
| 12b | What Have You Done?            | Qu'est-ce que tu as fait ?        | Elizabeth Ito Adam Muto                 | 13/09/2010    | 09/09/2011    |
| La princesse Chewing Gum demande à Finn et Jake de capturer le roi des Glaces sans leur expliquer ce qu'il a fait de mal. Celui-ci parvient à convaincre Finn et Jake qu'il n'a rien fait et les deux amis décident de le relâcher pour prendre sa place en prison. Le roi des Glaces est dès lors convaincu qu'une réelle amitié est née entre Finn et lui.            |                                |                                   |                                         |               |               |
| 13a | His Hero                       | Son héros                         | Kent Osbourne Niki Yang Adam Muto       | 20/09/2010    | 10/09/2011    |
| Finn et Jake trouvent l'épée de Billy, leur héros, qui a battus des centaines de monstres et accompli les exploits les plus incroyables. Celle-ci les conduit à son propriétaire qui vit maintenant reclus dans une grotte. |                                |                                   |                                         |               |               |
| 13b | Gut Grinder                    | Le tord-boyaux                    | Bert Youn Ako Castuera                  | 27/09/2010    | 10/09/2011    |
| Un énorme monstre terrorise les villages alentour : il s'appelle le Tord-boyaux, mange tout l'or des gens et ressemble étrangement à Jake. Celui-ci réussit même à se persuader qu'il est le Tord-boyaux, mais son ami n'y croit pas une seconde et décide de mener l'enquête.                                                                                          |                                |                                   |                                         |               |               |

## Accueil

### Audience
Les épisodes Au travail ! et Délogés ont été chacun voté sur Cartoon Network avant le lancement officiel de la série, les 11 et 18 mars, respectivement,. La série débute officiellement le 5 avril 2010 avec l'épisode Une soirée mortelle ! / Morsures et boursouflures !. L'épisode a été regardée par 2,5 millions de téléspectateurs nord-américains. Il s'agit d'un véritable carton d'audience ; selon la presse, le créneau horaire a vu tripler son audience de trois cent pour cent par rapport à l'année dernière. Par exemple, l'épisode a été vu par 1,661 millions d'enfants âgés de 2 à 11 ans, marquant 110 % de l'audience. De plus, l'épisode a été regardé par 837 000 enfants âgés de 9 à 14 ans, qui a vu l'audience augmenter de 239 %. L'épisode est également le plus regardé de la saison,. Le dernier épisode de la saison, Le tord-boyaux, a été regardé par 1,77 million de téléspectateurs. À l'origine, les dix premiers épisodes ont été regroupés en une diffusion d'une demi-heure, signifiant que deux segments de onze minutes ont été mélangés en un seul. Dès le onzième épisode, Le Tournoi des Sorciers, chaque épisode devient un segment de onze minutes.

### Critiques et rédactions
La saison a largement été positivement accueillie par l'ensemble des critiques et rédactions. Le critique Robert Lloyd, dans un article pour LA Times, explique que la saison lui « rappelle des séries similaires diffusés avant sur la chaîne comme Chowder et Les merveilleuses mésaventures de Flapjack. Chaque série prend place dans un univers fantastique peuplé de personnages perturbants et étranges, qui se centre sur un jeune personnage masculin. » Il en vient même à dire que la série est « le contraire de Foster, la maison des amis imaginaires sur CN, qui parle d'un jeune garçon et de son ami imaginaire, dans un univers plus étrange et sombre que celui que nous connaissons. » Lloyd la compare également comme « le type de cartoon qui donne la vie à tout et n'importe quoi. »
À la suite de la commercialisation du DVD en 2012, la saison reçoit l'attention de l'ensemble des critiques, bien que ces derniers aient exprimé leur mécontentement en ce qui concernant la commercialisation tardive de l'édition Blu-ray de la saison,. Wired accueille positivement la saison, et donne un plus au bonus. R.L. Shaffer d'IGN lui attribue 7 étoiles sur 10. Il nomme la série « une mine rare ».